# پاتنی (ورمانت)
پاتنی، ورمانت (به انگلیسی: Putney) یک منطقهٔ مسکونی در ایالات متحده آمریکا است که در شهرستان ویندهام، ورمانت واقع شده‌است.

## خصوصیات
پاتنی ۶۹٫۴ کیلومترمربع مساحت و ۲٬۷۰۲ نفر جمعیت دارد و ۱۲۳ متر بالاتر از سطح دریا واقع شده‌است.